# Бомсма, Доррет Ирен
Доррет Бомсма (нидерл. Dorret Boomsma; род. 18 ноября 1957, Хёйзен, Нидерланды) — нидерландский биолог-психолог, специализирующаяся на генетике и изучении близнецов.
Окончила школу Виллем де Звейгерликеум в Бюссюме. В 1983 году окончила с отличием Амстердамский свободный университет, получив степень магистра по психофизиологии, а также степень магистра в Колорадском университете в Боулдере в области биологической психологии и генетики поведения. В 1993 году защитила в Амстердамском свободном университете докторскую диссертацию «Количественная генетика сердечно-сосудистого риска».
В 1994 году получила должность доцента факультета психономики Амстердамского свободного университета, с 1998 года — профессором и заведующая кафедрой биологической психологии.

## Близнецовый метод
Создала базу данных о более чем 75 тыс. близнецов и членов их семей в Нидерландах, которая использовалась для десятков исследований близнецов. Близнецы и их семьи подвергались периодическим тестам на протяжении десятилетий, что позволило получить массу лонгитюдных данных для статистического анализа. Большое количество участников также предоставили образцы ДНК, крови и мочи для тестирования. Исследования Доррет в первую очередь направлены на лучшее понимание влияния наследственности на различные физические и психические заболевания, включая сердечно-сосудистые заболевания, детское биполярное расстройство и депрессию. Эта работа была опубликована в более чем 1000 опубликованных статьях и в одной книге, и за это время Бомсма получила множество наград.
Исследования близнецов позволяют понять, как генотип влияет на наблюдаемую характеристику (называемую фенотипом). Идентичные (монозиготные) близнецы несут одни и те же аллели для 100 % своих генов, тогда как разнояйцевые (дизиготные) близнецы будут нести разные аллели в 50 % генов, для которых их родители имели разные генотипы. Таким образом, если какая-то характеристика (например, депрессия), которая наблюдается у одного однояйцевого близнеца, всегда наблюдается у другого, но это не относится к разнояйцевым близнецам, то можно сделать вывод, что наследственность играет важную роль в возникновении этого состояния.
Одной из первых собрала широкий спектр данных (например, истории болезни, тесты IQ, МРТ) и биологических материалов (например, образцов ДНК и РНК, образцов крови и мочи) от тысяч близнецов и их анализа для определения роль генетики в таких разнообразных характеристиках, как рост взрослого человека, объём мозга, интеллект, мигрени, беспокойство, наркомания и любовь к кофе.
Её результаты охватывают широкий спектр поведенческих характеристик, включая открытие удивительно большого генетического компонента чувства одиночества, тот факт, что у первенцев IQ выше, чем у их младших братьев и сестёр, и повышенное влияние генетики на массу тела по мере взросления детей.
В 2008 году получила крупный грант Европейского исследовательского совета для определения с использованием биологических образцов и базы близнцев гены, характерные для развития следующих состояний:
- психоневрологические расстройства (СДВГ, тревога, депрессия) и когнитивные функции;
- депрессия, беспокойство, употребление психоактивных веществ, злоупотребление и зависимость;
- депрессия, мигрень, ожирение и сердечно-сосудистые заболевания.

## Награды и сообщества
Лауреат премии Томпсона Ассоциации генетики поведения (1985) (2007), премии Юниора — Хейманса Голландской психологической ассоциации (1996), премии Спинозы (2001), премии Джеймса Шилдса Международного общества близнецов (2002), премии Хендрика Мюллера в области поведенческих и социальных наук (2009), премии Добжанского (2013).
Член Королевской академии наук и искусств Нидерландов (Koninklijke Nederlandse Akademie van Wetenschappen, KNAW) (2001); член Королевского общества естественных и гуманитарных наук Нидерландов (2001).  Избранный член Европейской академии (2012).